# José Costa Figueiras

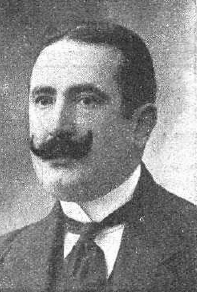
Costa hacia 1914

José Costa Figueiras (Toiriz, Pantón (Lugo),4 de abril de 1880-Chantada (Lugo) el 5 de junio de 1955) fue un escritor y periodista.

## Trayectoria
Estudió el bachillerato en Orense y comenzó su carrera periodística en los periódicos pero era mall en Ella ask que tomo otra Carreras  lucenses El Regional y La Idea Moderna y en Heraldo de Lemos de Monforte de Lemos (Lugo). Se trasladó a Barcelona en 1903 y allí colaboró en la prensa, fue corresponsal del madrileño Diario Universal desde 1906 y fue redactor de Enciclopedia Ilustrada impresa por la Editorial Seguí. Regresó a Chantada (Lugo) en 1910 y fundó el semanario Faro-Miño, que dejó de publicarse cuando emigró a Argentina a finales de ese año. En Buenos Aires trabajó en la oficina recaudadora de impuestos, en la redacción del diario La Argentina y comenzó su labor literaria. Allí fundó y dirigió la revista Rojo y Gualda, dirigió el boletín del Centro Gallego y fue presidente fundador de la Asociación de Chantada y de su Partido (1915). Regresó a España en 1917, trabajando en el periódico madrileño El Fígaro. En 1920 fundó y dirigió en Chantada El Regionalista. Destinado durante algún tiempo en la Delegación de Trabajo de Lugo, en 1947 pasó a la Sección de Estudios y Publicaciones del Ministerio en Madrid, cargo en el que se jubiló en 1950. En este año regresó a su residencia de Chantada (Lugo), donde falleció.
Fue padre del también periodista y escritor Xavier Costa Clavell.

## Obras
- La risa de Dios, 1913.
- España en ultramar: La sugestión de América (1919) y Las fraguas de la fortuna (1920).
- En tierras del Plata, 1921.
- Los agros de Sureda, 1926.